# ポルトガル海軍艦艇一覧
ポルトガル海軍艦艇一覧は、ポルトガル共和国海軍が過去保有した、または現在保有する、または将来保有する予定の、未完成・計画中止を含めた歴代艦艇一覧である。
凡例

## 現有勢力（2011年現在）
- 国防予算：27億2,000万ドル（+1億5,000万ドル）
- 海軍人員：8,750名
- 艦船隻数：41隻（-1隻）

潜水艦×2（+1）
フリゲート×5
コルベット×7
哨戒艦×1（-1）
哨戒艇×15（-1）
揚陸艇×1
測量艦×2
測量艇×2
練習艦×3
補給艦×1
設標艦×2
- 航空機数：29機

艦載ヘリコプター×5
陸上固定翼機×12
陸上ヘリコプター×12

## 艦艇一覧（近代海軍以前）

### キャラック
- サンタ・カタリナ・ド・モンテ・シナイ（Santa Catalina do Monte Sinai）

### 戦列艦
第2等戦列艦
- ヴァスコ・ダ・ガマ（Vasco da Gama） - ??年、74門

第3等戦列艦
- フェルナンド2世（Dom Fernando II e Gloria） - ??年、50門

### フリゲート
機走
- バルトロメウ・ディアス（Bartholomeu Dias） - 1858年、28門
- （Estephania） - 1859年、28門

### コルベット
帆走
- ジョアン1世（Dom Joao I） - ??年、14門
- ゴア（Goa） - ??年、14門
- （Damao） - ??年、14門

機走
- （Sagris） - 1858年、14門

### 砲艦
- （Acor）[2] - 1874年、??門

- （Rio Minho） - 1904年、2門 ※ 河用

## 艦艇一覧（近代海軍）

### 主力艦

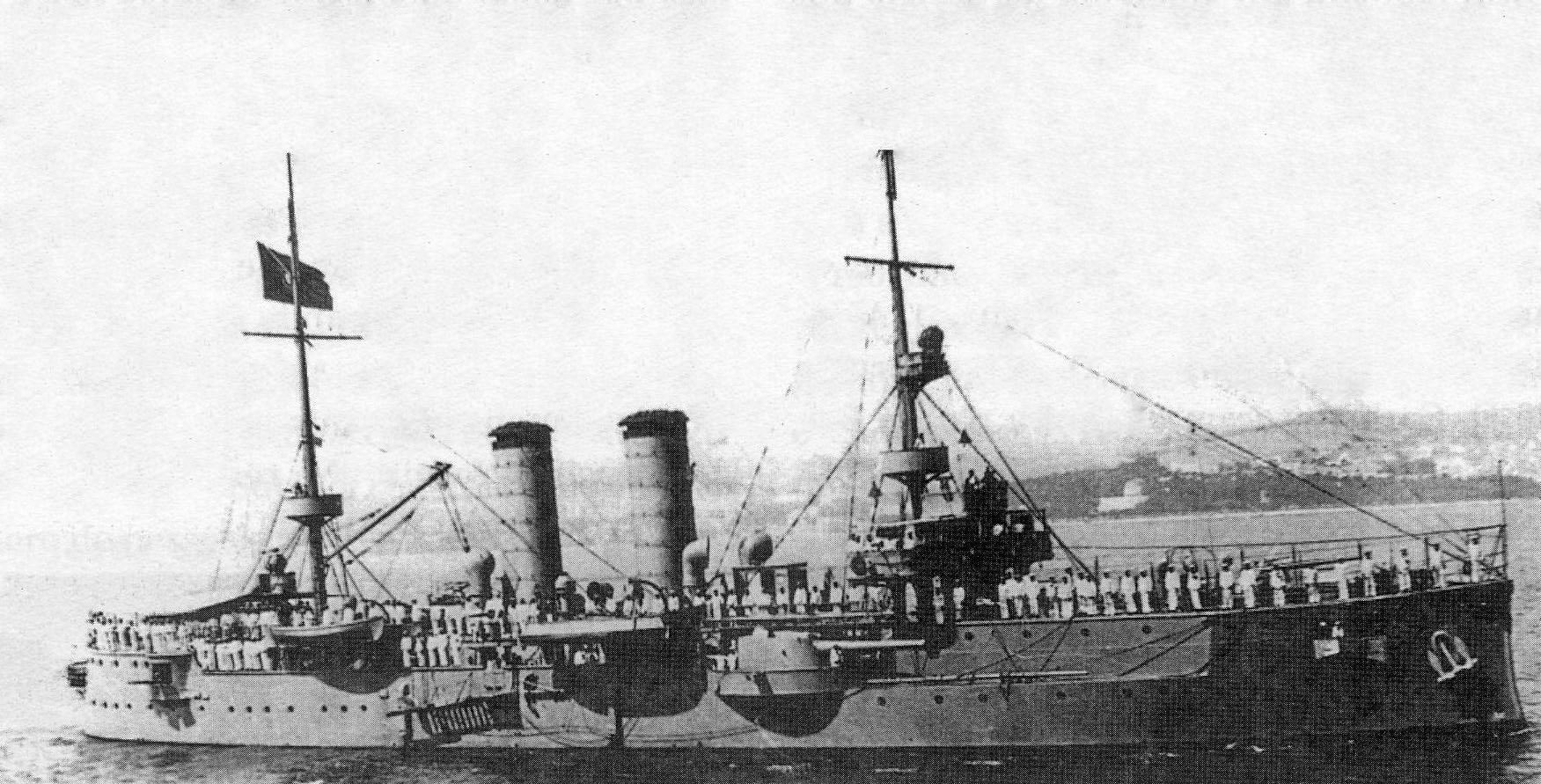
近代化改装後のヴァスコ・ダ・ガマ

#### 戦艦
装甲艦
- ヴァスコ・ダ・ガマ（Vasco da Gama） - 1隻

#### 航空母艦
水上機母艦
- （Sacadura Cabral） - 1隻

### 水上戦闘艦

#### 巡洋艦
草創期の巡洋艦
- アダマストル（Adamastor） - 1隻

防護巡洋艦
- サン・ガブリエル級 - 2隻

（São Gabriel）、（São Rafael）
- ドン・カルロス1世（Dom Carlos I）[3] - 1隻

- （Rainha Dona Amelia）[4] - 1隻

偵察巡洋艦・通報艦
- （Cinco de Outubro） - 1隻

仮装巡洋艦・特設巡洋艦
- （Pedro Nunez） - 1隻

#### 駆逐艦
WW I以前の駆逐艦
- テージュ（Tejo）
- ドウロ級 - 4隻

ドウロ（Douro）、グアディアナ（Guadiana）、ヴォウガ（Vouga）、タメガ（Tâmega）
WWⅡ以前の駆逐艦
- ヴォウガ級 - 7隻[5]

ドウロ（Douro）、テージュ（Téjo）、ヴォウガ（Vouga）、リマ（Lima）、ダン（Dão）、テージュ、ドウロ

#### フリゲート
- 旧・英『ベイ』級 - 5隻

NRP Álvares Cabral (F336)、NRP Pacheco Pereira (F337)、NRP Dom Francisco de Almeida (F 479)、NRP Vasco da Gama (F478)、NRP Afonso de Albuquerque (A526)
- ペレイラ・ダ・シルヴァ級 - 3隻（1966〜1985年）

アルミランテ・ペレイラ・ダ・シルヴァ(F472)、アルミランテ・ガーゴ・コーチニョ(F473)、アルミランテ・コレイア・マガリャアエス(F474)
- ヴァスコ・ダ・ガマ級 - 3隻

ヴァスコ・ダ・ガマ(F-330)、アルヴァレス・カブラル(F-331)、コルテ・レアル(F-332)
- ジョアン・ベーロ級 - 1隻
- 旧・蘭『カレル・ドールマン』級 - 2隻

バルトロメウ・ディアス(F-333)、フランシスコ・デ・アルメイダ(F-334)

#### コルベット
- ジョアン・コーチニョ級 - 4隻
- バッティスタ・デ・アンドラーデ級 - 3隻

#### スループ
- （Sá da Bandeira） - 1隻

- （Duque de Terceira） - 1隻

- Mindello級 - 2隻

（Mindello）、（Rainha de Portugal）、
- （Alfonso D'Albuquerque） - 1隻

- 旧・英『Flower』型 - 2隻

レプブリカ（Republica）
（Carvalho Araujo）
- Pedro Nunes - 2隻

（Pedro Nunes）、（Gonçalo Velho）
- （Gonçalves Zarco） - 1隻

- アフォンソ・デ・アルブケルケ級 - 2隻

アフォンソ・デ・アルブケルケ（Alfonso de Albuquerque）、バルトロメウ・ディアス（Bartolomeu Dias）

### 潜水艦

#### 通常動力型潜水艦
WW Iまでの潜水艦
- （Plongeur） - 1隻

- （Espadarte） - 1隻

- Foca級 - 3隻

フォーカ（Foca）、ゴルフィーニョ（Golfinho）、イードラ（Hidra）
WW IIまでの潜水艦
- Delfim級 - 3隻

デルフィム（Delfim）、イスパダールチ（Espadarte）、ゴルフィーニョ（Golfinho）
WW II以降の潜水艦
- ネプトゥーノ級

ネプトゥーノ、ナウティーロ、ナルヴァール
- アルバコーラ級 - 4隻

アルバコーラ(S-163)、バラクーダ(S-164)、カチャローテ(S-165)、デルフィム(S-166)
- トリデンテ級 - 2隻

トリデンテ(S-160)、アルパオン(S-161)

### 機雷戦艦艇

#### 敷設艦艇
機雷敷設艦
- （Vulcano） - 1隻

### 哨戒・警備艦艇
砲艦
- テージュ（Tejo）級 - 3隻

テージュ（Tejo）、ドウロ（Douro）、（Quanza）
- リオ・リマ（Rio Lima）

- Tamega級 - 2隻

（Tamega）、（Sado）
- Bengo級 - 2隻

（Bengo）、（Mandovi）
- Cacongo級 - 2隻

（Cacongo）、（Massabi）
- （Zambezi）

- （Vilhena）

- ヴォウガ（Vouga）

- Liberal級 - 2隻

（Liberal）、（Laire）
- （Diu）

- ルイス1世（Dom Luiz I）

- （Patria）

- （Rio Ave）

- （Limpopo）

- Thomas Andrea級 - 2隻

（Thomas Andrea）、（Baptisa de Andrade）、
- （Chaimite）

- （Zaire）

- Beira級 - 5隻

（Beira）、（Ibo）、（Bengo）、（Mandovi）、（Quanza）
- Save級 - 2隻

（Save）、（Lurio）
- マカオ（Macau）※ 河川砲艦

- （Tete） ※ 河川砲艦

- （Flexa） ※ 河川砲艦

- Damão級 - 3隻

（Damão）、（Diu）、（Goa）
哨戒艇
- 各型 - 3隻

（Galco）、（T. Andres）、（Tresirmos）
- （Torres Garcia） ※ Coastguard Patrol Vessel

水雷艇
- （Espadate）

- 『No.2』型 - 3隻

No.2、3、4、
- 旧・墺『82F』型 - 6隻

（Zezere）、（Ave）、（Cavado）、（Sado）、（Liz）、（Mondego）
トローラー
- 各型 - 7隻

（A. de Castilhos）、（Manuel Azevedo）、（A. P. de Arcos）、（M. Victoria）、（C. Sores）、（P. Lopez）、（H. Capello）、
漁業監視船
- （Carregado）

### 補助艦艇

#### 補給艦艇
輸送船・運送船
- （Salvador Correia） - 1隻

- （Punguê） - 1隻

- （Pêbane） - 1隻

- （Chinde） - 1隻

給油艦
- サン・ガブリエル
- ローバー級 - 1隻

（Berrio）

#### 練習艦艇
練習艦
- サグレス（Sagres） - 1隻 ※ 帆装

#### その他
曳船
- （Lidador） - 1隻

- （Berrio） - 1隻

サルベージ船
- （Patrão Lopez） - 1隻

作業艇・雑役船
- ディリ（Dili） - 1隻

- （Lince） - 1隻

ランチ・艀
- （Guarda Marinha Janeira） - 1隻 ※ Armed Launch

- （Tenente Roby） - 1隻 ※ Armed Launch

- 旧・英艦 - 2隻 ※ Armed Launch

No.2、3
王室ヨット
- （5 de Otoubro） - 1隻